# Mont Kapaz
Le mont Kapaz ou Kepez (en azéri : Kəpəz dağı) est une montagne du Petit Caucase, située près de la ville de Gandja, dans l'Ouest de l'Azerbaïdjan. 
Le mont Kapaz culmine à 3 066 mètres d'altitude près du lac Göygöl. Sa proéminence est de 587 mètres[source insuffisante]. Lors du tremblement de terre de Gandja en 1139, des glissements de terrain bloquèrent la rivière voisine d'Ağsu ; il en résulta la formation du lac Göygöl.
Au Moyen Âge, le mont était désigné sous le nom « Alparak » (ou « Alharak »), emprunté au lac Alparak (aujourd'hui Göygöl), ce qui dans les anciennes langues turques signifiait « l'endroit couvert par un barrage » (Al – « en bas, partie inférieure, espace devant quelque chose » ; parak – « barrage »), faisant référence aux gros rochers bloquant la rivière Ağsu et ayant créé le lac.
L'eau des fontes glaciaires du mont alimente le lac Göygöl. La cave Göygöl utilise une partie de cette eau pure pour la production de certaines marques de vodka telles que « Khan-VIP », « Khan Export » et « Khan Premium » qui lui ont valu des médailles d'or et de bronze au concours United Vodka-2008 à Bruxelles.
De récentes[précision nécessaire] découvertes archéologiques d'anciens objets communaux près des monts Kapaz et Qoshqar, et près de la rivière Kura dans les environs de Gandja, confirment que la région était un lieu anciennement[précision nécessaire] habité.